# ピケテーロ
ピケテーロ（piquetero）は、政治紛争においてピケッティング（政治・社会運動のデモの為に行う道路封鎖）を行う運動メンバー。1990年代中盤メネム政権時のアルゼンチンに顕著になった活動を指す。ピケテーロの70%は女性。
ピケテーロは、 スペイン語でピケッティングを意味する「ピケテ piquete」に「～人」を表す語尾を付け、アルゼンチンで創られた造語である。

## 概要

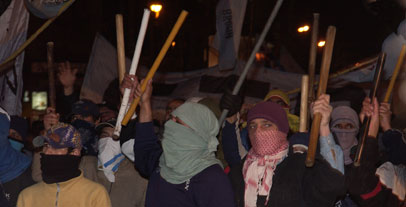
ピケテーロスの抗議集会。2005年9月

- 1996年6月、ネウケン州のパタゴニアの町、Cutral-Cóの州営石油会社 YPF（現在のレプソル YPF）を解雇された労働者はルート22 を封鎖。殆ど全ての町の住民はYPF に勤めていた。

- 1990年代後半、アルゼンチン経済は固定相場制の過大評価、公営企業の民営化により多くの失業者を出す。大ブエノスアイレス（Greater Buenos Aires）の貧困層地域、工業化されていない地域から、市民の反対運動開始。
- 非雇用労働者運動（Movimientos de Trabajadores Desocupados, MTDs）を結成、ピケッティングは交通、主要商店、官公庁などに拡大。

- 2002年、2人のピケテーロ：Darío Santillán、Maximiliano Kostekiがブエノスアイレスでの抗議活動中に死亡。
- 2006年初頭、2人の警察官：Alfredo Fanchiotti、 Alejandro Acosta は殺人罪有罪判決。